# فولرزتاون (ویرجینیای غربی)
فولرزتاون (به انگلیسی: Fowlerstown) یک منطقهٔ مسکونی در ایالات متحده آمریکا است که در شهرستان بروک، ویرجینیای غربی واقع شده‌است.